# John Nicholson (cyclisme)
Pour les articles homonymes, voir John Nicholson et Nicholson.
John Nicholson (né le 22 juin 1949 à Melbourne) est un coureur cycliste australien. Spécialiste de la vitesse, il a été champion du monde de cette discipline en 1975 et 1976, et médaillé d'argent lors des Jeux olympiques de 1972 à Munich.

## Palmarès

### Jeux olympiques
- Munich 1972
  -  Médaillé d'argent de la vitesse

### Championnats du monde
- 1974
  -  Médaillé d'argent de la vitesse
- 1975
  -  Champion du monde de vitesse
- 1976
  -  Champion du monde de vitesse
- 1977
  -  Médaillé de bronze de la vitesse

### Championnats nationaux
- Champion d'Australie de vitesse en 1975, 1976

### Autres compétitions
- Grand Prix de Copenhague de vitesse en 1975, 1976 et 1977

## Distinction
- Sir Hubert Opperman Trophy en 1975[1]